# Police de caractères
Pour la série télévisée, voir Police de caractères (série). Pour les autres significations, voir Police.
Ne doit pas être confondu avec Fonte de caractères.
En typographie, une police de caractères, ou police d’écriture, est un ensemble de glyphes, c’est-à-dire de représentations visuelles de caractères d’une même famille, qui regroupe tous les corps et graisses d’une même famille, dont le style est coordonné, afin de former un alphabet, ou la représentation de l’ensemble des caractères d’un langage, complet et cohérent.

## Évolution du terme
Selon le TLFI ou le dictionnaire Le Robert, le terme de « police » est apparenté au second sens de ce terme en français, celui de document écrit prouvant un fait (police de chargement, police d’assurance) et pourrait provenir du grec apodeixis, « preuve ». Selon L’Encyclopédie ou dictionnaire raisonné des sciences, des arts et des métiers (1765), ce terme proviendrait du sens « état tarifaire » ou « contrat normatif » et désignerait le document fixant le nombre et la forme des lettres d’une fonte. Son étymologie serait peut-être latine, du terme pollicitatio, « promesse ».
À l’origine, conformément au sens premier du mot « police », ce terme désigne la liste des caractères disponibles à la vente à l’époque du plomb. On décrivait ainsi le nombre de caractères par signe, par exemple 500 e, 400 s, etc. La « police » établie, par le fondeur et marchand des caractères, spécifiait en particulier le poids pour un nombre donné de types identiques et le prix. Les caractères étaient très souvent vendus au poids et, plus rarement, par casses complètes comme cela s’est fait plus tard. Chaque imprimeur composait lui-même le contenu de ses casses en fonction de ses besoins et de ses habitudes. La police était donc un document papier, un catalogue indispensable :

« Cette table s’appelait la police (de l’italien polizia, liste ; c’est le mot que l’on retrouve dans « police d’assurance ») ; quand on a eu besoin de ces nouvelles tables, on a remplacé dans les polices le nombre de caractères par leur chasse (leur largeur) et on a gardé le mot police qui a alors désigné la fonte elle-même. Nous préférons garder ici le mot « fonte », même pour les numériques. »

— André et Haralambous 2006
Le terme ne figure pas dans les glossaires du langage de l’atelier typographique du XIXe siècle, étant réservé aux rapports entre le « patron » et les fondeurs extérieurs. L’atelier disposait d’un nombre très limité de « polices » au sens actuel, et les fontes se limitaient au romain et à l’italique, plus rarement un gras, dans des gammes de corps assez réduites. La distinction est devenue nécessaire, avec l’utilisation du mot police, vers la fin du XIXe siècle, où l’apparition de la publicité, les affiches et l’évolution des goûts du public, ont conduit à utiliser des caractères beaucoup plus diversifiés.
Le catalogue d’un caractère donné, sous toutes ses formes différentes : taille (corps), graisse, style (romain, italique, ombré, décoratif, etc.), autrement dit les fontes, en est venu à désigner la famille globale d’un caractère. Dans le même temps se généralisait la vente par casses complètes et l’utilité de la police catalogue disparaissait, d’où la généralisation du sens actuel.

### Police et fonte
L’usage hésite entre fonte et police. Une fonte est l’ensemble des caractères correspondant aux mêmes caractéristiques de corps, graisse et italique au sein d’une même police. Par exemple :
- Garamond est une police de caractères ;
- le Garamond romain gras 12 points est une fonte.

Cette confusion remonte à l’époque du plomb, où un caractère était le dessin particulier d’un alphabet, une fonte était la manifestation de ce dessin en tant que caractère d’imprimerie en métal, et une police listait le nombre de ces caractères. Un imprimeur voulant utiliser le « caractère » Garamond commandait un jeu de « fontes » Garamond pour chaque corps désiré, ce jeu étant défini par une « police ».
Puisque les alphabets sont désormais stockés sous forme numérique, ils peuvent être redimensionnés dans une certaine mesure et ne sont jamais à court de lettres. Les termes « fonte » et « caractère » ne sont néanmoins pas interchangeables. En effet, les « caractères » sont les éléments signifiants du langage. Par exemple, la lettre a peut avoir plusieurs dessins appelés « glyphes ». D’autre part, les fondeurs numériques commercialisent leurs productions de différentes manières : soit par polices entières, comprenant donc toutes les fontes (variantes stylistiques : romain, italique, graisses différentes, etc.) ; soit par fonte séparée. Dans tous les cas, le corps n’intervient pas, puisque tous les corps sont possibles en numérique. On aura donc tendance à choisir une « fonte » donnée pour composer du texte, dont on installera les fichiers correspondants sur son ordinateur. Les différents caractères sont codés selon des codages (ASCII, latin1, unicode par exemple), qui sont utilisés par les logiciels pour choisir les glyphes adéquats.
Mis à part les cas ci-dessus, la distinction entre « police » et « fonte », avec le numérique, a perdu beaucoup de sa raison d’être. Beaucoup de professionnels préfèrent utiliser « fonte », suivant l’usage anglo-saxon qui tend à privilégier font plutôt que typeface (ou font family, qu’il ne faut pas confondre avec une « famille » d’une classification) : sans souci de l’étymologie puisqu’il n’est plus question de « fonte » de plomb dans des moules. Les spécialistes préconisent cependant, pour des raisons de clarté du discours, de conserver l’usage de « police » et de « fonte ».

## Classifications
Jusqu’au XIXe siècle, la question d’une classification ne se posait pas : chaque époque a utilisé son style de caractères. Après la textura des premiers imprimeurs, on est passé aux alphabets humanistiques, qui ont suivi leur lente évolution. Les fontes usées ou démodées étaient remplacées par de nouvelles, plus conformes au goût du jour. À partir des débuts de l’ère industrielle, les demandes augmentent avec le besoin de formes nouvelles : apparaissent les lettres sans empattement, dites « antiques » ou, au contraire, des lettres ornées. Les bibliophiles et le mouvement Arts and Crafts en Angleterre déterminent le retour aux modèles historiques. Les machines à composer (Linotype, puis Monotype) imposent de nouveaux standards. Bref, on se retrouve avec une profusion de polices de styles extrêmement différents. La nécessité d’une classification apparaît alors.
Afin de mieux appréhender la richesse offerte par les différents caractères, des typographes ont tenté de regrouper les caractères présentant des caractéristiques graphiques similaires en familles. Ces classifications sont arbitraires.

### Classification Thibaudeau

Le Garamond, avec ses empattements triangulaires (voyez la partie supérieure de la hampe de la lettre « d »), est typique de la famille des elzévirs (classification Thibaudeau), ou de la famille des garaldes (classification Vox).

Le Didot, qui se caractérise par des empattements filiformes est, avec le Bodoni, le principal représentant de la famille des didones (classification Vox).

La famille des égyptiennes (classification Thibaudeau), ou des mécanes (classification Vox), se caractérise par des empattements rectangulaires.

La première de ces classifications est l’œuvre de Francis Thibaudeau. Elle repose sur la présence et la forme des empattements et est exposée dans l’ouvrage La Lettre d’imprimerie, en 1921. Les quatre familles qui la composent — auxquelles il faut ajouter les familles Écriture, pour les scriptes, et Fantaisie pour les caractères publicitaires, proposées par Thibaudeau pour compléter sa classification — sont encore fréquemment utilisées aujourd’hui pour classer les caractères de manière simple. Ces quatre familles sont les suivantes :
- Antique : sans empattement ;
- Égyptienne : empattements rectangulaires ;
- Elzévir : empattements triangulaires ;
- Didot : empattements filiformes horizontaux.

### Classification Vox-Atypi
La Nouvelle classification des caractères, proposée par Maximilien Vox en 1952, se fonde sur une organisation chronologique. Outre des traits de caractères en commun (contraste des pleins et déliés, axe d'inclinaison, empattements), la date d'apparition du prototype de chaque famille est prise en compte. Vox distingue ainsi neuf familles. Cette classification est adoptée en 1962 par l'Association typographique internationale (Atypi), qui l'étend de deux nouvelles familles (Fraktur pour les caractères gothiques et Non latine pour les caractères non latins), ce qui lui donne un certain caractère officiel et universel. C’est également le référentiel de l'AFNOR et de la norme DIN (quoique les termes utilisés soient différents).
Cette classification comporte onze familles :

#### Familles classiques
- Humane : empattements triangulaires, faible contraste pleins-déliés (Centaur, Golden Type, Hadriano) ;
- Garalde : empattements triangulaires, moyen contraste pleins-déliés, axes inclinés vers l'arrière (Bembo, Garamond, Plantin, Sabon) ;
- Réale : empattements triangulaires, fort contraste pleins-déliés, axes droits (Baskerville, Perpetua) ;

#### Familles modernes
- Didone : empattements filiformes horizontaux, pleins-déliés très nets (Bodoni, Didot, Walbaum) ;
- Mécane : empattements rectangulaires (Clarendon, Paybill, Rockwell, Serifa) ;
- Linéale : sans empattements, pleins-déliés moins marqués (Futura, Gill Sans, Kabel, Univers) ; contient une sous-famille, Style typographique international, où on retrouve l’Helvetica et le Frutiger, sans contraste entre les pleins et les déliés ;

#### Familles calligraphiques
- Incise : empattements triangulaires petits (Albertus, Optima) ;
- Scripte : cursive avec ligatures continues (Isadora, Shelley) ;
- Manuaire : cursive sans ligature continue (Banco, Libra, Ondine, Post Antiqua) ;
- Fracture : arrondis brisés (Wilhelm Klingspor, Fette Fraktur) ;
- Non latine : différente de l’alphabet latin (Garamond grec, Hebraica).

### Classification Novarese
Aldo Novarese, typographe italien, créateur de nombreux caractères pour la fonderie Nebiolo, à Turin, propose en 1956 une classification en 10 familles à partir de la forme des empattements, suivant le même principe que Thibaudeau.

### Classification Alessandrini
En 1979, Jean Alessandrini propose une classification des caractères typographiques et une nouvelle terminologie qui pallie certains défauts de celle de Vox-Atipy dans son Codex 1980. S'inspirant de la classification biologique des espèces animales, il décrit les caractères par une succession de termes qualificatifs qui vont du général au particulier. Il propose dix-neuf classes, appelées « désignations préliminaires », deux « éventualités », qui sont des modificateurs orthogonaux au concept de classe, ainsi que cinq listes de qualifications supplémentaires appelées « listes de renseignements d'appoint ».
Alessandrini invente des néologismes pour toutes les classes de Vox-Atypi, les nouvelles classes et même le romain et l'italique, les capitales et les bas de casse. Ce n'est pas sans humour qu'il propose des noms tels que Deltapode ou Alienne (le film Alien venait juste de sortir). Ces dix-neuf familles sont les suivantes :
- Simplice : nom qu'il donne aux caractères bâton en remarquant que le nom « linéale » se réfère à des lignes alors qu'en fin de compte tous les caractères sont faites de lignes, sans être des linéales pour autant ;
- Emparecte : nom tiré des mots empattement et rectangulaire. Il s'agit donc des égyptiennes que Vox appelle des mécanes, à un détail près, Alessandrini précise qu'il s'agit de caractères à empattements purement rectangulaires ;
- Emparecte à congés : emparecte avec arrondi entre le fût et l'empattement (« à congés » est emprunté de l'architecture) ;
- Deltapode : pieds en forme de delta. Il s'agit d'un type de caractère, non prévu par Vox, qui a des empattements purement triangulaires ;
- Deltapode à congés : deltapode à empattements ronds ;
- Filextre : nom signifiant « extrémité en forme de fil ». Il s'agit de caractères à empattements filiformes ;
- Filextre à congés : filextre avec des empattements très fins mais « remplis » ;
- Clavienne : Alessandrini s'oppose à toutes les classifications en mettant tous les styles de caractère romain dans la même classe. Humanes, garaldes et réales, tout n'est donc que claviennes, dont le nom vient du latin clavis, « clou » (les empattements ayant la forme d'une tête de clou) ;
- Romaine : les romaines d'Alessandrini n'ont rien à voir avec les caractères romains. Ce sont les incises de Vox, autrement dit les caractères dont le dessin est inspiré de la gravure sur marbre ;
- Gestuelle calligraphique : « gestuelle » désigne les scriptes qui se réfèrent à l'écriture soignée à la plume, ce qu'on appelle communément les écritures calligraphiques ;
- Gestuelle brossée : contrairement aux calligraphiques, les gestuelles brossées sont brossées au pinceau et se réfèrent plutôt à l'écriture manuscrite quotidienne qu'au travail des calligraphes ;
- Onciale : pratiquement la seule fois où Alessandrini n'invente pas de nouveau terme. Les onciales désignent tout simplement les écritures inspirées de l'écriture onciale. Cela inclut également les écritures dites « celtiques » ;
- Germane : l'écriture gothique a été « élue » aussi bien par les Allemands, qui l'appellent deutsche Schrift, que par les Anglais qui l'appellent Old English ;
- Alienne : écriture non latine. Aussi latino-centriste que l'Atypi quelques années avant lui, Alessandrini met, lui aussi, toutes les écritures du monde dans une seule classe ;
- Exotype : caractère latin qui simule une écriture non latine, le plus souvent orientale. Ce type de caractères très amusants est souvent utilisé par la publicité pour créer une certaine ambiance et faire croire au lecteur qu'il est capable de lire dans l'écriture simulée ;
- Machinale : caractère typique des années 1970, inspirés des caractères de reconnaissance optique qu'on utilisait sur les chèques et les documents administratifs. Ces caractères symbolisaient alors I'informatique, la science-fiction, la robotique, bref, tous les fantasmes technologiques de cette décennie ;
- Ludique : caractère de « divertissement », donc tout caractère dessiné dans le but de divertir, plutôt que d'être lu ;
- Hybride : caractère qui présente des caractéristiques de plusieurs classes. Les classes d'Alessandrini sont définies de telle manière que le fait d'être hybride ne peut être qu'un choix conscient du dessinateur. Ainsi, le Dynamo est une hybride simplice-emparecte ;
- Transfuge : caractère à cheval sur plusieurs classes mais, cette fois-ci, ce sont les différentes graisses du caractère qui le font basculer d'une classe à l'autre. Sur l'exemple, le maigre est une clavienne alors que le gras devient une emparecte. C'est donc une transfuge clavienne-emparecte à congés.

### Classification chinoise

Les quatre premiers sinogrammes du Classique des Mille Caractères dans différents types de caractères. De gauche à droite : Hei Ti, Ming Ti, Kai Ti, Écriture des clercs et le petit sceau

La typographie chinoise plonge ses racines dans la calligraphie, un système d’écriture à l’encre et à la plume formalisé sous la dynastie Song entre le Xe et le XIIIe siècle.
Trois familles de polices forment les bases de la typographie chinoise moderne :
- la famille des caractères calligraphiques proches de l’écriture à main levée du manuaire latin ;
- la famille des caractères classiques qui s’apparente aux serif occidentales avec leurs empattements ;
- la famille des caractères modernes qui évoque les sans-serif occidentales.

Les dénominations en chinois distinguent les "Shu" (书), les styles d'écritures, des "Ti" (体), les styles de types.

#### Caractères calligraphiques
Très influente dans les polices de caractères, c'est la structure de base du Song Ti et Fang Song Ti.
- Li Shu (隶书), l'écriture des clercs, est un style ancien. Extrêmement anguleuse, cette écriture est dérivée de l'écriture petit sceau et précède le Kai ti. Les caractères sont généralement plus larges que hauts.

- Kai Shu (楷书), l'écriture régulière, ou également Kai Ti, aussi appelé manuaire dans les lettres latines.

#### Caractères classiques
Ces caractères présentent des triangles à la fin des traits horizontaux. C'est l'équivalent du serif qui est l'empattement des lettres latines :
- Song Ti, style de la dynastie Song basé sur le Kai Ti. Les traits verticaux sont épais et les traits horizontaux minces, le contraste très clair.

- Ming Ti, ou mincho en japonais, style utilisé en typographique japonaise, importé durant la dynastie Ming, proche du Song Ti mais avec un trait plus régulier.

- Fang Song Ti, style basé sur le Song Ti. Ces caractères présentent des traits plus droits et des traits horizontaux légèrement inclinés ; l'angle est net entre le trait vertical et horizontal.

##### Caractères modernes
Hei Ti, aussi appelé sans serif dans les lettres latines. Les traits sont de même épaisseur, les courbes sont réduites. Ex : Microsoft YaHei.
Elles sont regroupées en quatre classifications :
1. square sans : l'extrémité des traits est carrée ;
2. round sans : les extrémités et les coins sont arrondis ;
3. overlapping round sans : comme les Round sans mais avec chevauchement ;
4. mixed art : les traits courbes sont remplacés par des traits inclinés avec des angles pointus ou ronds.

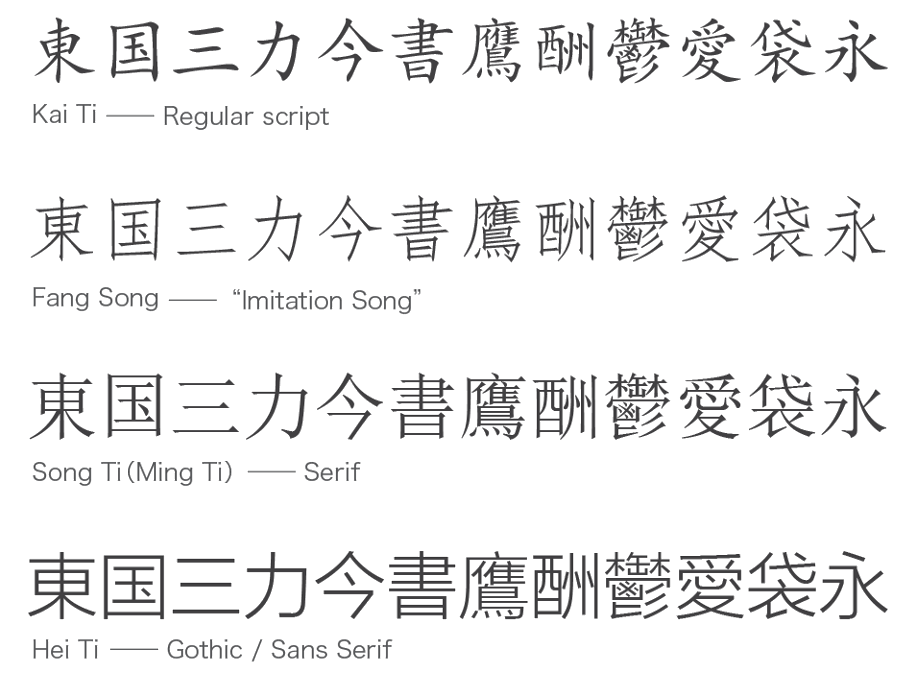
Comparaisons des styles Chinois

### W3C
Le World Wide Web Consortium, organisme de normalisation des technologies du Web, a défini pour sa norme de présentation CSS cinq familles de polices génériques :
- serif : des familles de police à empattement ;
- sans-serif : des familles de polices sans empattement ;
- cursive : des familles de polices simulant l’écriture à la main[6] ;
- fantasy : des familles de polices dont les glyphes sont exotiques et plus décoratives qu’utilisables pour du long texte. Peuvent convenir pour des titres ;
- monospace : des familles de polices à chasse fixe, comme sur des machines à écrire ou des terminaux d’ordinateur. Informellement traduit en « monochasse », elles fonctionnent sur le principe du stoïchédon.

Cette classification, dont les noms sont en anglais, ne sert pas à classifier tous les caractères existants, elle vise à donner des guides d'affichage — d'où leur appellation de « familles de polices génériques ». L'adverbe « sans » est un gallicisme relativement fréquent dans la langue anglaise.

## Polices en informatique
En informatique, il existe plusieurs formats de caractères ; les polices matricielles (« bitmaps », à taille fixe) et les polices vectorielles (à taille variable). Les vectorielles sont de deux types : les polices type Hershey, que l’on se contente de mettre à l’échelle sans correction particulière relative à leur taille, et les polices plus récentes à correction d’échelle. Les deux peuvent être agrandies, orientées ou étirées sans perte de qualité, mais la nature des Hershey les a fait plutôt réserver aux traceurs de courbes et affichages grossiers sur écran.

### Polices matricielles

#### Polices pour affichage à l'écran
Les polices prévues pour l'affichage à l'écran dans une définition donnée donnent toujours un résultat meilleur que des polices vectorielles.

#### Polices d’imprimantes
Pendant des années, les logiciels usuels ne pouvaient exploiter une police de caractères que si celle-ci se trouvait codée dans l’imprimante. De plus, chaque police n’était définie que dans quelques tailles ou corps bien précis. Par exemple, on disposait du « Courrier 10 et 12 » et du « Times 8, 9, 10, 11, 12, 18 ».
Avec ce système, chaque lettre de chaque police dans chaque taille était représentée par un ensemble de points plus ou moins important selon la résolution de l’imprimante. Ce système avait néanmoins l'avantage d'imprimer uniquement des glyphes tels qu'ils avaient été conçus.
Les utilisateurs de TeX, à travers le système Metafont, disposaient alors des avantages des polices vectorielles et des polices d'imprimantes. En effet, Metafont convertit un format vectoriel en un format matriciel parfaitement adapté à l'imprimante utilisée. Actuellement, les utilisateurs de TeX utilisent des formats de sortie vectoriels (généralement PDF).

### Polices vectorielles
Les polices vectorielles à correction d’échelle comportent plusieurs technologies différentes dont les Fontes SVG. Les fontes SVG permettent les assemblages de caractères, ainsi que la transparence et le remplissage par motifs ou dégradés de couleurs. Les utilisateurs se servent souvent de fontes vectorielles dans des tailles pour lesquelles elles n'ont pas été prévues. Même si une fonte vectorielle peut être redimensionnée à volonté, les versions prévues pour de petites tailles d'impression ou d'affichage sont moins élancées pour être plus lisibles. Les versions prévues pour des grandes tailles sont plus élancées.

#### Polices PostScript
Avec l’adoption du langage PostScript comme norme d’impression, l’utilisation des polices de caractères a pu évoluer, car les modèles d’imprimantes qui disposaient de la technologie PostScript pouvaient s’affranchir de la limitation de la taille des glyphes.
Les fontes PostScript permettent des ligatures de glyphes. Il existe deux types de police PostScript : celles de Type 1 et celles de Type 3.
Les polices PostScript Type 1 sont codées par des vecteurs (courbe de Bézier), décrivant la forme de chaque lettre plutôt que par des points. L’imprimante se charge de recalculer les points lors de la sortie en fonction de sa résolution ; ainsi on peut rastériser (« flasher ») un document conçu pour une imprimante laser en 1 200 ppp.
Les polices dites de Type 3 permettent la transparence et le remplissage par motifs ou dégradés de couleurs. Elles sont peu ou non utilisés en impression professionnelle, car elles posent des problèmes dans les flux de production PostScript et PDF. De plus, elles ne supportent pas le hinting et ne sont pas esthétiques à l'écran.
Les polices PostScript de dernière génération sont de format OpenType avec l'extension « .otf ». Elles reprennent les dessins des typographes professionnels et sont donc préférées dans les arts graphiques.

#### Polices TrueType
Les polices TrueType d'Apple, déclinées aussi en OpenType par Microsoft, sont équivalentes aux Type 1 d'Adobe à une exception près : leur gestion est entièrement intégrée à Microsoft Windows (à partir des versions 3.0 et 3.1) grâce à un programme spécialisé (Adobe Type Manager). Au départ, elles utilisaient des courbes nommées splines et étaient impossibles à imprimer en impression professionnelle ; toutefois, le Type 42 a rendu possible cette impression. Ce format est créé par le PostScript ou par Distiller (Adobe).
Elles ont connu un succès extraordinaire[réf. nécessaire], en grande partie lié au succès de Microsoft Windows lui-même. Paradoxalement, pendant longtemps, elles ne furent que peu employées sur le Macintosh, car le Mac étant surtout utilisé pour les arts graphiques et ceux-ci n’utilisaient pas ce genre de polices, lesquelles ne pouvaient pas, à l’époque, être gérées par les Raster Image Processor (RIP).
Les polices TrueType de dernière génération sont de format OpenType, avec l'extension « .ttf ». Les polices TrueType peuvent être complétées par des instructions extrêmement puissantes. Les logiciels OpenOffice.org et LibreOffice supportent ces extensions depuis leur version 3.3.

## Aspects légaux dans les pays anglophones
Les réglementations américaines ne permettent pas de protéger par copyright le design des polices (typefaces), alors qu’elles permettent le dépôt de brevet d’un design novateur.
Les polices numériques ayant un design particulier deviennent souvent protégeables par copyright en tant que logiciel informatique. Les noms des polices de caractères peuvent devenir des marques déposées. La conséquence de ces protections légales est que certaines polices existent sous de multiples noms, et sous des implémentations différentes.
Certains éléments de moteurs logiciels utilisés pour afficher les polices sur des ordinateurs étaient associés à des brevets logiciels. En particulier, Apple avait déposé un brevet sur certains des algorithmes de hinting pour TrueType, obligeant les alternatives open-source, telles que FreeType, à utiliser des algorithmes différents. Ces brevets n'ont plus cours dans le monde depuis mai 2010. En conséquence, depuis la version 2.4, FreeType fait usage de ces techniques par défaut.